# Grooming (pielęgnacja)
Grooming – czynności pielęgnacyjne wykonywane w stosunku do zwierząt: psów, kotów, koni, owiec i innych wymagających czesania, strzyżenia lub usuwania martwej sierści.
W kynologii grooming to ogół czynności pielęgnacyjnych w stosunku do psa, najczęściej związanych z przygotowaniem go do wystawienia.
Standardy strzyżenia psów określonych ras ustala Międzynarodowa Federacja Kynologiczna. Profesjonalny groomer zapewnia usługę zgodną z tymi standardami, gdyż stanowią one element kursu przygotowującego do wykonywania zawodu.